# Saint Lucia FA Cup
La Coppa di Saint Lucia (Saint Lucia FA Cup) è il principale torneo calcistico ad eliminazione diretta organizzato dalla Federazione calcistica di Saint Lucia.

## Albo d'oro
- 1998: Mabouya Valley bt Dennery All Stars
- 1999: Roots Alley Ballers 5-0 Young Stars
- 2000: Rovers United 3-2 (d.t.s.) Northern United
- 2001: VSADC 2-1 Roots Alley Ballers
- 2002: VSADC 1-1 (9-8 rig.) Cimpex Orion
- 2003: 18 Plus 2-1 Pioneers FC
- 2004: Northern United bt Rovers United
- 2005/06: Elite Challengers 1-1 Canaries
- 2007: Northern United 5-0 Orion
- 2008/09: Dennery Aux-Lyons 4-1 GSYO
- 2009/10: Soufrière YO non terminata Young Strikers
- 2013  : Marchand FC 1-1 FC Mabouya (4-3 en penales)
- 2015  : Young Roots FC
- 2016 : VSADC 2-1 TiRocher